# 特克斯角嶺
77°38′S 166°49′E / 77.633°S 166.817°E
特克斯角嶺（英語：Turks Head Ridge）是南極洲的山嶺，位於羅斯島西南部，處於埃里伯斯火山，從特克斯角延伸，由英國探險隊繪入地圖，現時由南極條約體系管理。